# Nína Tryggvadóttir
Nína Tryggvadóttir (Seyðisfjörður, 13 marzo 1913 – New York, 18 giugno 1968) è stata un'artista e poetessa islandese.
Jónína Tryggvadóttir nacque a Seyðisfjörður, sulla costa nordoccidentale dell'Islanda nel marzo del 1913, i genitori erano Gunndóra Benjamínsdóttir, casalinga, e il commerciante e insegnante Tryggvi Guðmundsson. Nel 1920 la famiglia si trasferì a Reykjavík, qui Nina frequentò la scuola primaria e in seguito la Kvennaskólinn í Reykjavík, una scuola superiore femminile.
Dal 1933 al 1935 studiò pittura alla scuola d'arte di Finnur Jónsson e Jóhann Briem, e dal 1935 al 1939 proseguì gli studi presso l'Accademia delle belle arti di Copenaghen dove fu allieva di Kræsten Iversen, pittore e artista del vetro colorato. Nel 1939 si trasferì a Parigi e vi rimase per un anno.
Nel 1942 tenne la sua prima mostra personale a Reykjavík, esibì soprattutto quadri di paesaggi ed edifici. Nello stesso anno si trasferì a New York dove divise un appartamento con la pittrice islandese Louisa Matthíasdóttir e studiò presso la Art Students League of New York sotto la guida di Hans Hofmann, Hans Richter, Morris Kantor ma soprattutto Fernand Léger che ne influenzò molto l'opera successiva.
Nel 1945 fu invitata a occuparsi delle scenografie e dei costumi della rappresentazione de l'Histoire du soldat di Igor' Fëdorovič Stravinskij messa in scena da Dimitri Mitropoulos.
Nel 1949 sposò il medico e pittore di origine tedesca Alcopley insieme al quale fondò il Eighth Street Club, un luogo di aggregazione di esponenti dell'astrattismo e dell'espressionismo astratto.
Tornò brevemente in Islanda nell'agosto del 1949 per occuparsi di un'eredità, nel dicembre dello stesso anno le venne negato il rientro negli Stati Uniti che erano in piena epoca maccartista, fu infatti accusata di essere simpatizzante comunista. Dopo una lunga battaglia burocratica Nína decise di imbarcarsi su un volo per gli Stati Uniti ma venne bloccata alla frontiera e rispedita in Islanda dopo 10 giorni di detenzione ad Ellis Island.
Rimase in Islanda fino al 1952 e quando divenne chiaro che non avrebbe ottenuto il visto di rientro in tempi brevi il marito si dimise e la coppia, insieme alla figlia nata nel 1951, si trasferì a Parigi dove Alcopley aveva trovato posto come ricercatore medico. Rimasero in Francia fino al 1957, nonostante la concessione del visto trascorsero ancora due anni a Londra prima di rientrare a New York.
La gran parte delle sue opere sono dipinti olio su tela ma nella sua carriera si occupò anche dell'illustrazione di libri per bambini, tra le sue realizzazioni ci sono disegni, vetrate colorate e mosaici. Tra i mosaici è da menzionare il Cristo dietro l'altare della Skálholtsdómkirkja, altri si trovano in edifici di Reykjavík. Sue opere si trovano al museo di arte di Reykjavík (Listasafn Reykjavíkur) e in altri musei, è una dei pochi artisti islandesi ad avere opere nella collezione del MOMA di New York.
All'artista è intitolato il cratere Tryggvadóttir su Mercurio.